# Reinprecht II. von Walsee

Stammwappen derer von Walsee

Reinprecht II. von Walsee (auch Reimprecht, Reinpert[us]; * um 1345; † 1422), aus dem Ministerialengeschlecht der Walseer, Gefolgsmann der Herzöge Albrecht III., Albrecht IV. und Albrecht V., war von 1379 bis 1422 Hauptmann ob der Enns und ab 1418 Truchsess in Steier. Zu Reinprechts Zeit erlangte das Geschlecht der Walseer seinen Höhepunkt an Macht und Reichtum.

## Leben
Reinprecht von Walsee war der mittlere Sohn des Reinprecht I. († 1361), Burggraf zu Enns, und seiner ersten Gemahlin, Elisabeth von Starhemberg († 1368?). Er gehörte zu Ennser Linie der Walser. Er wird 1365 das erste Mal neben seinem Bruder Rudolf genannt.
Reinprecht trat am 28. Oktober 1379 erstmals als (Landes-)Hauptmann ob der Enns auf, und er dürfte dieses Amt bis zu seinem Tod innegehabt haben.
Dieses Amt hatten die Walseer, treue Gefolgsmänner der Habsburger, ab Ende des 13. Jahrhunderts mit kurzen Unterbrechungen 190 Jahre lang inne.
1408 rief Reinprecht die Vertreter der Stände zum ersten gemeinsamen ob- und unterderennsischen Landtag in Enns. Damit emanzipierten sich die Stände des Landgerichts ob der Enns das erste Mal gegen die unterderennsischen (altösterreichischen) Stände, bis dann 1454 unter Erzherzog Albrecht VI. und spätestens ab 1490 die Autonomie dauerhaft wird.
Er belagerte im Auftrag Herzog Albrechts die Stammburg Schaunberg der Schaunberger (Schaunberger Fehde). Vor allem erreichte er 1410/11 die Beseitigung der vormundschaftlichen Gewalt Leopolds IV. über den minderjährigen Herzog Albrecht V., dessen Hofmeister er 1412 wurde.
Nach dem Erlöschen der anderen Walseer Linien (Walsee-Graz †† 1363 Eberhard VIII. von Walsee; Walsee-Linz †† 1400/01 Georg; und Walsee-Drosendorf †† 1400 Ulrich IV.) vereinigte er alle Macht des Wallseerischen Besitzungen in seiner Hand.
Ab 1411 bis 1417 herrschte zwischen Reinprecht II., der den nunmehr mündigen Albrecht V. verteidigte, und Herzog Ernst ein feindliches Verhältnis, das sich in Raubzügen und Brandschatzung in der Steiermark auswirkte (Walseer Fehde). Nach dem Ausgleich zwischen Herzog Albrecht V. und Herzog Ernst (Ende der Walseer Fehde) bekam Reinprecht die Schlösser Riegersburg, Gonowitz, Stattenberg, Eibiswald und Windischgraz in der Steiermark, Görtschach und Neuberg an der Kanker in Krain wieder eingeräumt, welche ihm Herzog Ernst zur Zeit der Fehde entreißen ließ. Weiters bekam Reinprecht 1418 die Feste Rothenfels, die Stadt Oberwölz und die Burg Waxenegg zugeteilt, die er dem Hanns von Stubenberg abgenommen hatte. 1418 wurde er überdies mit dem Erbtruchsessenamt des Herzogtum Steier belehnt.

## Besitzungen

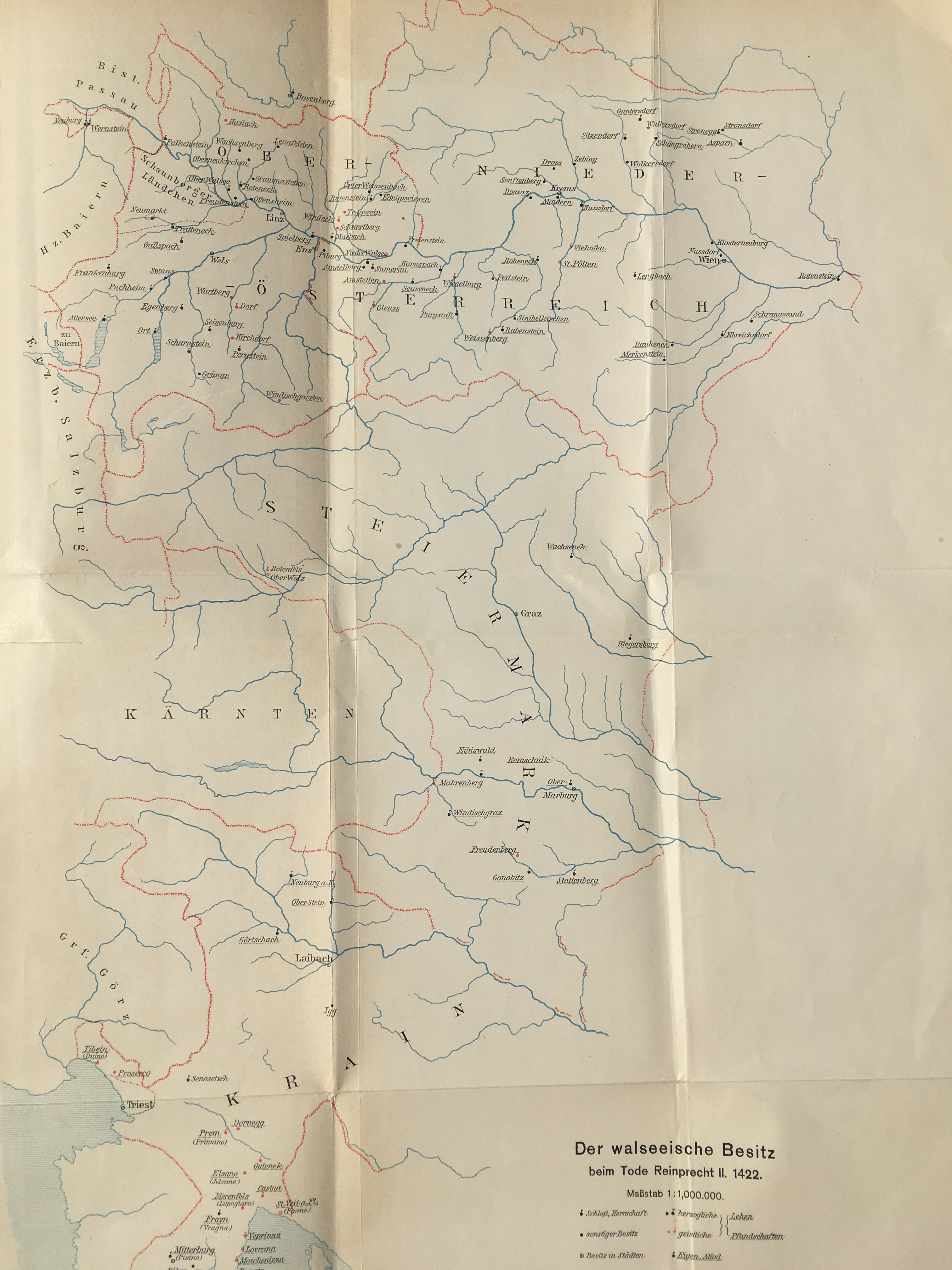
Besitzungen der Walseer im Jahr 1422 in Ober- und Niederösterreich, Steiermark, Krain und Istrien

Aufstellung der Besitzungen und verpfändeten Herrschaften Reinprecht II. im Jahre 1416:
- Grafschaft Mitterburg (Pisino) und Burgherrschaft „Frayn“ in Istrien
- Oberstein (Kamnik) und Görtschach (Goričane) in Krain
- Windischgraz (Slovenj Gradec) und Mahrenberg (Radlje ob Dravi) in der Steiermark
- Waxenberg, Frankenburg am Hausruck, Puchheim, Säusenstein (wo auch ein Zisterzienser-Stift bestand, dessen Gründer und Gönner die Walseer waren), die Grafschaft Peilstein (um St. Leonhard am Forst), Seisenegg, Freienstein/Freyenstein an der Donau (bei Neustadtl), Wuldersdorf und Pernstein im Herzogtum Österreich.

In der Generation Reinprechts II. fällt auch das gewaltige Erbe der Tybeiner Verwandtschaft an (†† 1399 Hugo/Haug IX.), mit dem die Besitzungen der Walseer bis zur Adria reichen (Herrschaften Duino/Tybein, Guteneck, Fiume, Castua, Veprinaz – spätere Schreibweise Veprinac – und Moschenitz).
Valvasor hat eine Inschrift auf einem Epitaph in der Augustinerklosterkirche in Fiume (kroatisch: Rijeka) überliefert:

“Anno MCCCC male extinctis D. D. de Tybein, seu de Duino, investitur Reinpertus de Walsee de bonis eorum Duino, Senoseza, Gueteneg, Flumine, Castum, Vaprinitz & Moscheniza, de quibus ultimis, olim spectantibus ad Polensem Episcopum investitus fuit ab Episcopo ea lege, ut quemquis novum Praesulem nova donatione honoraret duorum canum venaticorum unius Asturis & pulli eleganter ornati”

„Nachdem im Jahre 1400 die Herren von Tybein, auch von Duino, erloschen waren, wurde Reinprecht von Walsee mit deren Gütern – Duino, Senosetsch, Guteneck, Fiume, Castua, Veprinaz und Moschenitz belehnt. Letztere erhielt er vom Bischof von Pola zum Lehen mit der Auflage, jedem seiner Nachfolger zwei Jagdhunde, einen Falken und ein vornehm angeschirrtes Füllen zu schenken.“

Mit dem Besitz von Duino waren auch Sitz und Stimme im Reichstag verbunden, und Reinprecht war dadurch quasi reichsunmittelbar. Reinprecht beerbt noch ein weiteres bedeutendes Ministerialgeschlecht, die Kapeller (†† 1406 Eberhard II.), mit ihren Besitzungen im Ober- und Niederösterreichischen Raum, dazu gehörten etwa die Herrschaft Ruttenstein und die Herrschaft Windegg.
All dieser Besitz kam von Reinprecht an seinen einzigen Sohn Reinprecht IV./III. († 1450), dem 1434 Kaiser Sigismund von Luxemburg den Blutbann über alle seine Herrschaften verlieh.

## Familie
Reinprecht II. von Walsee heiratete dreimal:
(I.) ⚭ Katharina von Liechtenstein-Nikolsburg († 1397)
1. Agnes ⚭ Otto von Zelking

(II.) ⚭ Anna von Kapellen geb. von Tybein (Duino), Witwe nach Eberhard II. von Kapellen
(III.) ⚭ Katharina von Duino († 1435), Tochter von Haug von Tybein (Hugo IX. von Duino)
1. Barbara († 1430), ⚭ Nikola[us] jun. Frangepan de Veglia († 1458), Ban von Kroatien
2. Reinprecht IV./III. († 18. März 1450), Oberstmarschall in Österreich (ab 1440), Obersttruchsess in Steier, Hauptmann ob der Enns, ⚭ Katharina von Rosenberg († 1455)